# Valkenoog
Valkenoog is een mineraal en een variëteit van kwarts. Het bestaat uit kwarts dat vergroeid is met vezels crocidoliet (blauwe asbest). Valkenoog is donkerblauw met een karakteristiek chattoyance-effect wanneer de steen gepolijst is.
De blauwe valkenoog zal door oxidatie in vele duizenden jaren veranderen in het goudkleurige tijgeroog.

## Voorkomen
De grootste vindplaats is Griquatown in Zuid-Afrika. Verder wordt het gevonden in Wittenoom Gorge in West-Australië.